# 大武正枝
大武 正枝（おおたけ まさえ）は、日本の女性アニメーターである。現在はフリーランス。

## 来歴・人物
アニメーター歴35年以上で、現在はフリーランスとして主にシンエイ動画作品や演出家ではやすみ哲夫監督作品を中心に作画監督・原画を務めている。
元々はスタジオ古留美で仕上げのアルバイトを始めたことがきっかけでアニメーターの世界に入り、最初はテレビで見る人気アニメを描けることに喜びを感じ、徹夜仕事もまったく苦にならなかったという。1978年公開の「ルパン三世 ルパンVS複製人間」では動画チェックを担当しており彼女としてもこれがアニメーターになって初めての重要な仕事として今でも最も思い入れのある作品の一つであり、初めて映画作品に自分の名前が載る感動を味わったと語っている。その後は「ちびまる子ちゃん」や「ニャニがニャンだー ニャンダーかめん」などの芝山努監督作品並びに子供向けアニメを多く担当し、2002年からは「あたしンち」のキャラクターデザイン・総作画監督に抜擢され7年にも渡るロングヒットとなった。
野坂昭如原作の「せんすい艦に恋をしたクジラの話」では1989年版と2004年版の両方で作画監督を務めていた他、「忍たま乱太郎」は担当話作画監督以外にも演出を担当していた。

## 参加作品

### テレビシリーズ
- ガンバの冒険（1975年、仕上げ[2]）
- タイムボカン（1975年-1976年、仕上げ）
- ドラえもん（1979年-2005年、原画・作画監督）
- ダッシュ勝平（1981年-1982年、原画）
- ガラスの仮面（1984年、作画監督）
- ホワッツマイケル（1988年-1989年、作画監督）
- キテレツ大百科（1988年-1996年、原画）
- せんすい艦に恋をしたクジラの話（1989年版）（1989年、作画監督）
- キャッ党忍伝てやんでえ（1990年-1991年、作画監督）
- OH!MYコンブ（1991年、作画監督）
- キン肉マン キン肉星王位争奪編（1991年-1992年、作画監督・原画）
- ミラクル☆ガールズ（1993年、作画監督・原画）
- 忍たま乱太郎（1993年-、演出・作画監督・原画）
- カラオケ戦士マイク次郎（1994年-1995年、作画監督）
- ちびまる子ちゃん（1995年-、作画監督）
- 飛べ!イサミ（1995年-1996年、作画監督）
- モジャ公（1995年-1997年、作画監督）
- ニャニがニャンだー ニャンダーかめん（2000年-2001年、作画監督）
- あたしンち（2002年-2009年、キャラクターデザイン・総作画監督・作画監督・原画）
- 野坂昭如 戦争童話集　小さい潜水艦に恋したでかすぎるクジラの話（2004年、作画監督・レイアウト）
- ドラえもん（2005年-、原画・キャラ作監）
- 野坂昭如 戦争童話集　焼跡の、お菓子の木（2006年、キャラクターデザイン・作画監督）
- ふたつの胡桃（2007年、作画監督）
- 白い恋人（2007年、原画）
- 野坂昭如 戦争童話集 キクちゃんとオオカミ（2008年、作画監督）
- 戦争童話集 青い瞳の女の子のお話（2009年、キャラクターデザイン）
- ご姉弟物語（2009年、総作画監督・作画監督）
- スティッチ！～ずっと最高のトモダチ～（2010年、原画）
- 黒魔女さんが通る!!（2012年-2014年、キャラクターデザイン・総作画監督・作画監督）
- NINJAハットリくんリターンズ（2012年-、レイアウト）
- となりの関くん（2014年、キャラクターデザイン・総作画監督・作画監督・OPED作画監督）
- 怪盗ジョーカー（2014年-、ゲストキャラクターデザイン・総作画監督・OPED作画監督/原画）
- デンキ街の本屋さん（2014年、原画）
- 新あたしンち（2015年、キャラクターデザイン・総作画監督・作画監督・作画）
- 笑ゥせぇるすまんNEW（2017年、作画監督・原画）
- からかい上手の高木さん（2018年、作画監督・作画・第二原画・OPED作画）

### 劇場映画
- ルパン三世 ルパンVS複製人間（1978年、動画チェック）
- ドラえもん のび太の宇宙小戦争（1985年、原画）
- ちびまる子ちゃん わたしの好きな歌（1992年、原画）
- ドラえもん のび太と銀河超特急（1996年、原画）
- 映画 忍たま乱太郎（1996年、原画）
- ドラえもん のび太のねじ巻き都市冒険記（1997年、原画）
- ドラえもん のび太の南海大冒険（1998年、原画）
- ドラえもん のび太の宇宙漂流記（1999年、原画）
- ドラえもん のび太の太陽王伝説（2000年、原画）
- ドラえもん のび太と翼の勇者たち（2001年、原画）
- 映画 あたしンち（2003年、キャラクターデザイン・作画監督）
- Pa-Pa-Pa ザ★ムービー パーマン（2003年、原画）
- Pa-Pa-Pa ザ★ムービー パーマン タコDEポン!アシHAポン!（2004年、原画）
- クレヨンしんちゃん 嵐を呼ぶ 栄光のヤキニクロード（2003年、原画）
- クレヨンしんちゃん 嵐を呼ぶ!夕陽のカスカベボーイズ（2004年、原画）
- クレヨンしんちゃん 伝説を呼ぶブリブリ 3分ポッキリ大進撃（2005年、原画）
- 映画ドラえもん のび太の恐竜2006（2006年、原画）
- クレヨンしんちゃん 嵐を呼ぶ 歌うケツだけ爆弾!（2007年、原画）
- 劇場版3D あたしンち 情熱のちょ〜超能力♪ 母大暴走!（2010年、キャラクターデザイン・作画監督）
- 映画ドラえもん 新・のび太と鉄人兵団 〜はばたけ 天使たち〜（2011年、オープニングアニメーション）
- クレヨンしんちゃん 嵐を呼ぶ黄金のスパイ大作戦（2011年、原画）
- 映画ドラえもん　のび太のひみつ道具博物館（2013年、第二原画）
- 映画ドラえもん 新・のび太の大魔境 〜ペコと5人の探検隊〜（2014年、第二原画）
- 劇場版 からかい上手の高木さん（2022年、プロップデザイン）
- クレヨンしんちゃん もののけニンジャ珍風伝（2022年、第二原画）

### Webアニメ
- 西武鉄道駅員タコちゃん（2011年、原画）
- キメゾーの決まり文句じゃキマらねぇ。Featuring サブ男（2011年、原画）
- アニメで分かる心療内科（2015年、作画監督・エンディング原画）
- クレヨンしんちゃん外伝 エイリアン vs. しんのすけ（2016年、作画）
- クレヨンしんちゃん外伝 おもちゃウォーズ（2016年、作画）
- クレヨンしんちゃん外伝 家族連れ狼（2017年、作画）
- あたしンちNEXT（2024年、キャラクターデザイン・作画監督・原画）

### その他
- みんなのどうよう（2015年、作画）